# Tilo Wolff
Tilo Wolff (Francoforte sul Meno, 10 luglio 1972) è un cantante e musicista tedesco, attualmente residente in Svizzera.

## Biografia
Il suo progetto più duraturo è il gruppo musicale Lacrimosa, che dal suo debutto nel 1990 ha prodotto quindici album, che spaziano dal gothic alla darkwave alla musica orchestrale. Wolff compone, arrangia e scrive i testi di tutte le canzoni dei Lacrimosa oltre a cantare, suonare il pianoforte e contribuire alla grafica dei libretti che accompagnano l'album.
Nell'anno in cui ha creato i Lacrimosa ha anche fondato l'etichetta Hall of Sermon per finanziarli senza dipendere da una compagnia discografica esterna. La Hall of Sermon ha sotto contratto otto gruppi darkwave oltre ai Lacrimosa, tra cui i Dreams of Sanity e i Girls Under Glass.
Nel 2004 Wolff ha fondato gli Snakeskin, musicalmente significativamente differenti dai Lacrimosa.
È stato, inoltre, il manager della rock band tedesca Cinema Bizarre.